# Joachim-Friedrich Langlet
Joachim-Friedrich Langlet (* 12. Juni 1906 in Berlin; † 2. September 1979 in Kiel) war ein deutscher Hochschullehrer für Tierzucht und Tierhaltung.

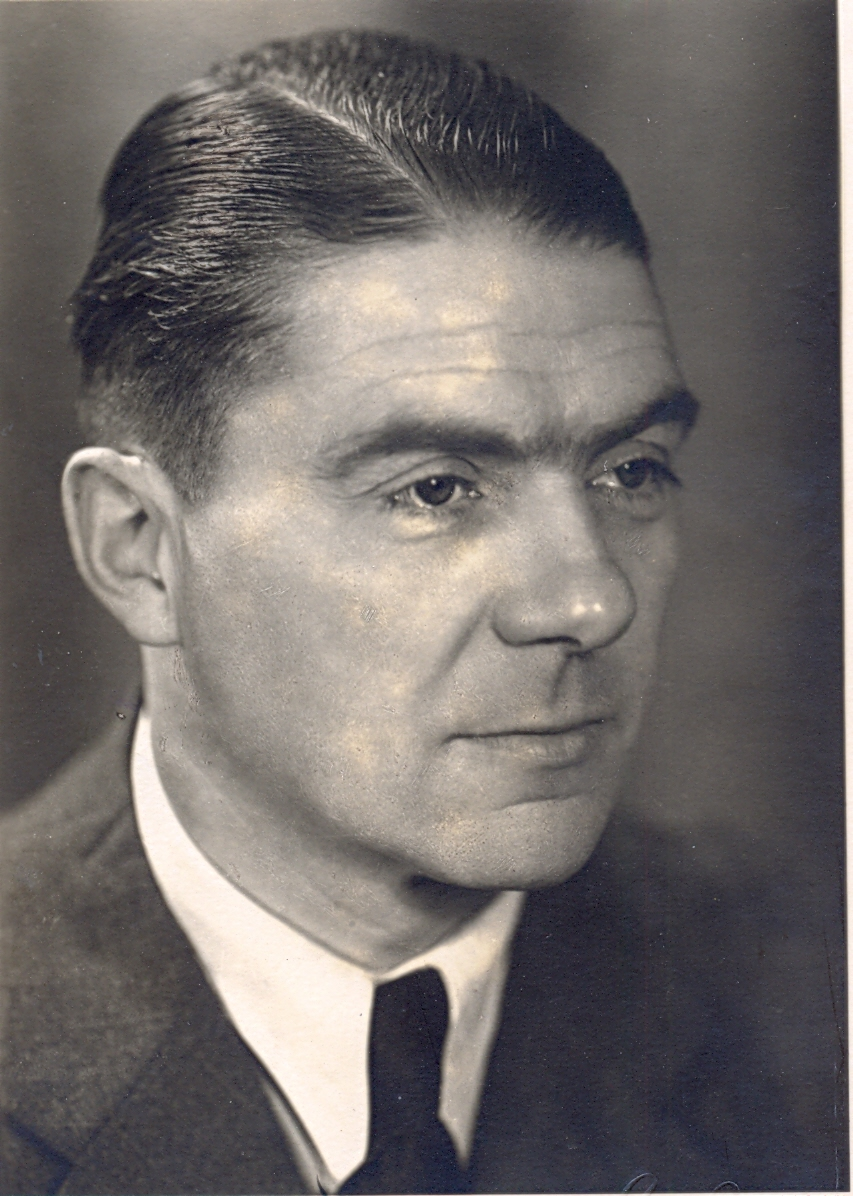
Prof. Dr. Joachim-Friedrich Langlet, Halle a.d. Saale, 1949

## Leben
Langlets Eltern waren der Diplom-Landwirt Arthur Langlet, Rittergutsverwalter auf Groß Latzkow (Kreis Pyritz), und seine Ehefrau Dorothea, geb. Meubrink.
Langlet besuchte in Berlin das Askanische Gymnasium, dann das Bismarck-Gymnasium.
Nach dem Abitur Ostern 1926 durchlief er eine Landwirtschaftslehre. Vom Wintersemester 1927/28 bis zum Sommersemester 1929 studierte er an der Friedrich-Schiller-Universität Jena Agrarwissenschaften. Er wurde im Corps Franconia Jena aktiv. Er wurde am 9. Juni 1928 recipiert und am 1. Juni 1929 inaktiviert. Aus dem Hoftag des Bierstaats zu Wöllnitz am 19. Juli 1929 ging er als „Popp CLII“ hervor. Vom Wintersemester 1929/30 bis zum Wintersemester 1930/31 studierte er an der Friedrichs-Universität Halle. Nach der Diplomprüfung erhielt er in Halle eine planmäßige Assistentenstelle am Institut für Tierzucht und Molkereiwesen. Seit 1931 wissenschaftlicher Assistent an der Universität Halle, wurde er 1933 zum Dr. sc. nat. promoviert. Die Fakultät prämierte die Arbeit mit dem Julius Kühn-Preis. 1935 kam er als staatlich geprüfter Tierzuchtbeamter an das Preußische Ministerium für Landwirtschaft, Domänen und Forsten, das gerade mit dem Reichsministerium für Ernährung und Landwirtschaft zusammengelegt wurde. Die Tätigkeit brachte ihn nach Pommern und Brandenburg. Er hatte in der Reichswehr gedient und machte bis 1936 Wehrübungen bei zwei Reiter-Regimentern (3 und 10). Er wurde Wachtmeister d. R. und Reserveoffiziersanwärter (ROA).
1937 habilitierte Langlet sich an der Naturwissenschaftlichen Fakultät der Universität Halle. Er rechnete damit, dass seine Ernennung zum Privatdozenten vom Nationalsozialistischen Deutschen Dozentenbund beim Rektor Johannes Weigelt hintertrieben würde. Deshalb hatte er sich um eine Auslandsverwendung bemüht. Beim Schafzuchtverband Südwestafrikas wurde er 1938 Geschäftsführer und Zuchtleiter in Windhuk. 1940 wurde er in Südwestafrika, später in Transvaal interniert. 1944 kehrte er im Zuge eines Gefangenenaustausches nach Deutschland zurück. Wegen gegenseitiger Zusagen der Austauschmächte war kein militärischer Einsatz mehr möglich. Im Herbst 1944 leitete er den Schafzuchtverband in Bayern. Ab Dezember 1944 war er Hauptgeschäftsführer des Reichsverbandes Deutscher Schafzüchter, dessen Sitz er bei Kriegsende nach Halle (Saale) verlegte. Im Juni 1945 wurde er mit der Wahrnehmung der Geschäfte des Direktors des Institutes für Tierzucht und Molkereiwesen betraut und zum Privatdozenten ernannt. Die Provinzialregierung erteilte die Venia legendi rückwirkend zum Jahr 1937. Die Ernennung zum a.o. Professor in Halle zog sich wegen der Mitgliedschaft in der Sturmabteilung bis zum September 1946 hin. Einen Ruf nach Jena lehnte Langlet ab. Die Ernennung zum o. Professor für Tierzucht folgte im Oktober 1946. Ab 1947 wurde Langlet von der Sozialistischen Einheitspartei Deutschlands massiv angegriffen. Zum einen hatte sich sein Bruder Ernst-Günther (geb. 13. Juni 1912), Assistenzarzt an der Medizinischen Poliklinik Halle, Ende September 1949 in sowjetischer Haft umgebracht. Zum anderen erstrebte Langlet die Restitution vom Besitz des Schafzüchterverbandes; zum Streitpunkt wurde die in den Besitz der Siebel Flugzeugwerke überführte Hallenser Wollhandelshalle.
Im Mai 1950 verließ Langlet die Deutsche Demokratische Republik. Die Rückkehr nach Südwestafrika zerschlug sich. Am 23. Oktober 1950 heiratete er Helga Dietz v. Bayer geb. Hartmann (1924–2009). Aus der Ehe gingen zwei Söhne und eine Tochter hervor. Die Deutsche Forschungsgemeinschaft erteilte Langlet einen Forschungsauftrag, der ihn nach Nordfriesland führte. Die Vereinigung Deutscher Landesschafzuchtverbände (VDL) in Bonn-Bad Godesberg wählte ihn 1952 zum Geschäftsführer. Die Christian-Albrechts-Universität zu Kiel berief ihn 1954 auf den Lehrstuhl für Tierzucht und Tierhaltung. 1957/58 und 1965/66 war er Dekan der Naturwissenschaftlichen Fakultät. 1974 wurde er emeritiert. Schon vor der Schleifenverleihung war Langlet beim Corps Holsatia als väterlicher Mentor der Aktiven und Inaktiven geachtet.

## Ehrungen
- Rettungsmedaille am Band (Preußen)[11]
- Corpsschleifenträger der Holsatia (8. Juni 1963)[12]
- Verleihung des Holsteinerbandes (18. Juni 1965)